# Richelo Fecunda
Richelo Fecunda (6 de junio de 1996) es un futbolista de Curazao, se desempeña en el terreno de juego como defensor lateral y su actual equipo es el ADO Den Haag de la Primera División del fútbol holandés.

## Trayectoria
| Club         | País         | Año           |
| ------------ | ------------ | ------------- |
| VVV-Venlo    | Países Bajos | 2013-2014     |
| ADO Den Haag | Países Bajos | 2014-presente |

## Vida personal
Richelo es el hermano menor de Maiky Fecunda jugador que milita actualmente en el Helmond Sport de la Segunda División del fútbol holandés.